# Helminthoglypta mohaveana
Helminthoglypta mohaveana es una especie de molusco gasterópodo de la familia Helminthoglyptidae en el orden de los Stylommatophora.

## Distribución geográfica
Es endémica de Estados Unidos.